# Koszmarny Karolek (seria)
Koszmarny Karolek (ang. Horrid Henry) – książka Franceski Simon, który opowiada o niesfornym chłopcu imieniem Karolek.

## Postacie
- Koszmarny Karolek (Horrid Henry) – główny bohater; według jego rodziców jest najkoszmarniejszym dzieckiem na świecie. Lubi denerwować innych, a szczególnie swojego brata Damianka. Założył tajny klub „Czerwona Czaszka”. Jego ulubione programy to „Obżartuch Onufry”, „Maksio Mutant”, „Terminator Gladiator”, „Świński Salonik” i „Raper Saper”. Uwielbia chipsy. Nienawidzi oszczędzać, ale za to nade wszystko lubi wydawać pieniądze.
- Doskonały Damianek (Perfect Peter) – młodszy brat Karolka. Jest niewiarygodnie grzeczny. Ciągle dostaje złote gwiazdki i dobre oceny w szkole. Założył stowarzyszenie doskonałych dobroczyńców. Ciągle skarży na Karolka. Damianek często poucza Karolka i pokazuje przy nim swoją doskonałość, co skłania Karolka do bicia i przezywania go. Pełni rolę straży w „Purpurowej Czaszce” i bardzo często jest on z tego stowarzyszenia wydalany.
- Rodzice – rodzice Karolka i Damianka, często zabraniają Karolkowi pewnych rzeczy, które on uwielbia robić.
- Wredna Wandzia (Moody Margaret) – sąsiadka Karolka, chodzi z nim do klasy i nie znosi go. Lubi wszystkim i wszystkimi rządzić.
- Ordynarny Olo (Rude Ralph) – najlepszy przyjaciel Karolka, planuje z nim setki bombowych pomysłów. Jest rozpieszczany przez rodziców. Zawsze gdy Karolek wydali Damianka z „Purpurowej Czaszki”, Olo zostaje do niej przyjęty.
- Jędzowata Jadzia (Sour Susan) – przyjaciółka Wrednej Wandzi. Podobnie jak ona nie znosi Karolka.
- Chciwy Henio (Greedy Graham) – przyjaciel Karolka; jest gruby i bardzo lubi jeść. Jest bardzo miły dla kolegów.
- Muskularny Miecio (Beefy Bert) – najwyższy chłopiec w klasie Karolka; prawie na wszystkie pytania jakie się mu zada odpowiada „nieem” co oznacza nie wiem.
- Leniwa Ludka (Lazy Linda) – koleżanka z klasy Karolka, jest bardzo leniwa. Cały czas zasypia na lekcjach.
- Mądra Misia (Clever Claire) – najlepsza uczennica w klasie Karolka. Ciągle dostaje dobre stopnie.
- Pani Kat-Toporska (Miss Battle-Axe) – wychowawczyni Koszmarnego Karolka; jest surowa i wymagająca. Ma na imię Beatrycze, co jest ukazane w opowiadaniu Koszmarny Karolek i restauracja „Le Bon Ton”.
- Bezwzględny Bolo (Tough Toby) – kolega Karolka.
- Ambitny Arnold – kolega Karolka; bardzo dobrze pływa.
- Ruchliwy Rysio (Dizzy Dave) – przyjaciel Karolka, który nigdy nie może usiedzieć w miejscu.
- Karate Krzyś (Aerobic Al) – najszybszy chłopiec w klasie Karolka.
- Płaczliwy Piotruś (Weepy William) – płaczący chłopiec, kolega Karolka. Boi się wielu rzeczy.
- Karate Krysia (Kung-fu Kate) – jedna z najlepszych pływaczek w klasie Karolka.
- Radosny Rudolf (Jolly Josh) – kolega Karolka.
- Roztargniony Roch (Anxious Andrew) – kolega Karolka.
- Lotny Lolo (Brainy Brian) – jeden z najmądrzejszych uczniów w klasie Karolka.
- Skoczny Stefek (Jumpy Jeffery) – kolega Karolka.
- Próżna Pola – próżna koleżanka Karolka.
- Czarująca Czesia – koleżanka Karolka.
- Czarujący Cezary – kolega Karolka.
- Rozumny Rupert – kolega Karolka.
- Nowy (Nerwowy) Nino (New Nick) – nowy kolega Karolka.
- Sepleniąca Stella (Lisping Lily) – młodsza siostra Nowego Nina; chce wyjść za mąż za Karolka.
- Babunia – babcia Karolka i Damianka.
- Wyniosły Wojtuś (Stuck-up Steve) – kuzyn Karolka, a zarazem jego największy wróg. Lubi chwalić się swoim bogactwem i wywyższać nad innymi.
- Bogata Ciocia Bella (Aunt Ruby) – ciocia Karolka i mama Wyniosłego Wojtusia.
- Władczy Władzio (Bossy Bill) – okropny i wyniosły syn szefa taty Karolka. Przy swoim tacie zachowuje się bardzo grzecznie, jednak gdy nie ma go w pobliżu pokazuje jaki naprawdę jest. Ciągle zwala na Karolka całą robotę, jaką mają z nim zrobić przez szantaż i wrabia go w różne afery. Potem obarcza całą winą Karolka. Karolek sprawił, że Władzia na kserowaniu swoich pośladków przyłapał jego ojciec. Potem Władczy Władzio zostaje przeniesiony do szkoły Karolka, gdzie w ramach zemsty ciągle rozpowiada o nim fałszywe plotki i informuje swojego tatę o wszystkich jego nagannych postępkach, które obserwuje. Tata Władzia przekazywał wszystkie te informacje tacie Karolka, przez co Karolek miał poważne kłopoty. Kiedy Karolek miał przekazać Władziowi lekcje, ponieważ on był chory, dodał swoje, które nie miały sensu i Władzio się przeniósł.
- Piskliwa Paulisia (Prissy Polly) – starsza kuzynka Karolka, która wydaje piski „jejciu”. Wyszła za mąż za Pryszczatego Poldzia.
- Pryszczaty Poldzio (Pimply Paul) – narzeczony Piskliwej Paulisi, z którą potem się ożenił.
- Wymiotująca Wera (Vomiting Vera) – dziecko Piskliwej Paulisi i Pryszczatego Poldzia; często wymiotuje.
- Czyściutki Czesio (Tidy Ted) – najlepszy przyjaciel Damianka.
- Anielski Antoś (Goody-Goody Gordon) – przyjaciel Damianka.
- Przedobry Pawełek – przyjaciel Damianka.
- Nieskazitelny Nikodem (Spotless Sam) – jeden z najlepszych przyjaciół Damianka.
- Mały Bart (Small Bart) – jeden z zaufanych kolegów Damianka.
- Nieskazitelna Aurora (Holly Aro) – dziewczyna, która chodzi z Damiankiem.
- Pani Miodzik (Miss Lovely) – nauczycielka Damianka.
- Prababcia cioteczna Gertruda – prababcia cioteczna Karolka i Damianka. Myśli, że Karolek jest dziewczynką i przysyła mu lalki. Mówi na niego Karolina.
- Waleczna Wiola (Vain Violet) – przyjaciółka Karolka.
- Rozśpiewana Roksana (Singing Soraya) – koleżanka Karolka (pojawia się w opowiadaniu „Wredna Wandzia i salon piękności”).

## Pozycje (wydane w Polsce)
| Nazwa                                              | Rok pierwszego wydania, wydawca | Rok polskiego wydania, wydawca | Liczba opowiadań                | Tytuły opowiadań |
| -------------------------------------------------- | ------------------------------- | ------------------------------ | ------------------------------- | --- |
| Koszmarny Karolek                                  | 1993                            | 1994, Znak                     | 4                               | Koszmarny Karolek i jego wielki dzień; Koszmarny Karolek i lekcje tańca; Koszmarny Karolek i Wredna Wandzia; Koszmarny Karolek i wakacje |
| Koszmarny Karolek i Tajny Klub                     | 1995                            | 2002, Znak                     | 4                               | Koszmarny Karolek i zastrzyki, Koszmarny Karolek i Tajny Klub, Doskonały Damianek i jego koszmarny dzień, Koszmarny Karolek i urodzinowe przyjęcie |
| Koszmarny Karolek i Zębowa Wróżka                  | 1996                            |                                | 4                               | Koszmarny Karolek i Zębowa Wróżka, Koszmarny Karolek i ślub, Wredna Wandzia przybywa, Koszmarny Karolek i nowy nauczyciel |
| Koszmarny Karolek i wszy                           | 1997                            |                                | 4                               | Koszmarny Karolek i wszy, Koszmarny Karolek i Zębolud, Koszmarny Karolek i szkolna wycieczka, Koszmarny Karolek i goście |
| Koszmarny Karolek i wielka forsa                   | 1997                            | 2002, Znak                     | 4                               | Koszmarny Karolek ucieka z domu, Koszmarny Karolek i dzień sportu, Koszmarny Karolek i wielka forsa, Koszmarny Karolek i gwiazdka |
| Koszmarny Karolek i nawiedzony dom                 | 1999                            |                                | 4                               | Koszmarny Karolek i czarny fotel; Koszmarny Karolek i nawiedzony dom; Koszmarny Karolek i kiermasz szkolny; Koszmarny Karolek i dobre maniery |
| Koszmarny Karolek i klątwa mumii                   | 2000                            |                                | 4                               | Koszmarny Karolek i jego hobby, Koszmarny Karolek i zadanie domowe, Koszmarny Karolek i kurs pływania, Koszmarny Karolek i klątwa mumii |
| Zemsta Koszmarnego Karolka                         | 2001                            |                                | 4                               | Zemsta Koszmarnego Karolka, Koszmarny Karolek i komputer, Koszmarny Karolek idzie do pracy, Koszmarny Karolek i Demon Szkolnej Stołówki |
| Koszmarny Karolek i cuchnąca bomba                 | 2002                            |                                | 4                               | Koszmarny Karolek czyta książkę, Koszmarny Karolek i cuchnąca bomba, Koszmarny Karolek i szkolny projekt, Koszmarny Karolek nocuje u kolegi |
| Koszmarny Karolek i nieznośna niania               | 2002                            | 2005, Znak                     | 4                               | Koszmarny Karolek i Halloween, Koszmarny Karolek i Nieznośna Niania, Koszmarny Karolek atakuje, Koszmarny Karolek i jazda samochodem |
| Koszmarny Karolek i wstrętne gacie                 | 2003                            | 2004, Znak                     | 4                               | Koszmarny Kalorek i Jego Zemsta Koszmarny Karolek zjada jarzynkę, Koszmarny Karolek i wstrętne gacie, Koszmarny Karolek choruje, Koszmarny Karolek pisze list |
| Koszmarny Karolek i wizyta królowej                | 2004                            |                                | 4                               | Koszmarny Karolek i obowiązki domowe, Koszmarny Karolek bierze kąpiel, Wredna Wandzia i hipnoza, Koszmarny Karolek i wizyta królowej |
| Koszmarny Karolek. Koszmarny komplecik             | 2004                            |                                | 12                              | Koszmarny Karolek i wszy, Koszmarny Karolek i Zębolud, Koszmarny Karolek i szkolna wycieczka, Koszmarny Karolek i goście, Koszmarny Karolek ucieka z domu, Koszmarny Karolek i dzień sportu, Koszmarny Karolek i wielka forsa, Koszmarny Karolek i gwiazdka, Koszmarny Karolek i czarny fotel; Koszmarny Karolek i nawiedzony dom; Koszmarny Karolek i kiermasz szkolny; Koszmarny Karolek i dobre maniery |
| Koszmarny Karolek. Potrójna paskudna porcja        | 2004                            |                                | 12                              | Koszmarny Karolek i jego hobby, Koszmarny Karolek i zadanie domowe, Koszmarny Karolek i kurs pływania, Koszmarny Karolek i klątwa mumii, Zemsta Koszmarnego Karolka, Koszmarny Karolek i komputer, Koszmarny Karolek idzie do pracy, Koszmarny Karolek i Demon Szkolnej Stołówki, Koszmarny Karolek i Halloween, Koszmarny Karolek i Nieznośna Niania, Koszmarny Karolek atakuje, Koszmarny Karolek i jazda samochodem |
| Koszmarny Karolek. Zabójczy zbiorek                | 2005                            |                                | 12                              | Koszmarny Karolek i jego wielki dzień; Koszmarny Karolek i lekcje tańca; Koszmarny Karolek i Wredna Wandzia; Koszmarny Karolek i wakacje, Koszmarny Karolek i zastrzyki, Koszmarny Karolek i Tajny Klub, Doskonały Damianek i jego koszmarny dzień, Koszmarny Karolek i urodzinowe przyjęcie, Koszmarny Karolek i Zębowa Wróżka, Koszmarny Karolek i ślub, Wredna Wandzia przybywa, Koszmarny Karolek i nowy nauczyciel |
| Koszmarny Karolek i dożarte żarty                  | 2005                            |                                | książka z żartami               | |
| Koszmarny Karolek i megabombowa machina czasowa    | 2005                            | 2008, Znak                     | 4                               | Koszmarny Karolek i piesza wycieczka; Koszmarny Karolek i megabombowa machina czasowa; Zemsta Doskonałego Damianka; Koszmarny Karolek i restauracja Le Bon Ton |
| Koszmarna księga Koszmarnego Karolka               | 2006                            |                                | 10                              | Koszmarny Karolek i nowy nauczyciel, Koszmarny Karolek i wszy, Koszmarny Karolek i szkolna wycieczka, Koszmarny Karolek i dzień sportu, Koszmarny Karolek i zadanie domowe, Koszmarny Karolek i kurs pływania, Koszmarny Karolek i Demon Szkolnej Stołówki, Koszmarny Karolek czyta książkę, Koszmarny Karolek i szkolny projekt, Koszmarny Karolek i wstrętne gacie |
| Koszmarny Karolek i Bestia Boiska                  | 2006                            | 2008, Znak                     | 4                               | Koszmarny Karolek i dziennik Damianka; Koszmarny Karolek i bestia boiska; Koszmarny Karolek i wielkie zakupy; Koszmarny Karolek i jego arcywróg |
| Koszmarny Karolek i jeszcze bardziej dożarte żarty | 2007                            |                                | książka z żartami               | |
| Koszmarny Karolek i podstępne postępki             | 2005                            | 2007, Znak                     | 10                              | Koszmarny Karolek i czarny fotel, Koszmarny Karolek i Zębolud, Koszmarny Karolek i Zębowa Wróżka, Koszmarny Karolek i wielka forsa, Koszmarny Karolek i obowiązki domowe, Koszmarny Karolek i Halloween, Koszmarny Karolek i klątwa mumii, Koszmarny Karolek i urodzinowe przyjęcie, Koszmarny Karolek pisze list, Koszmarny Karolek i wakacje |
| Koszmarny Karolek i straszliwy śniegowy potwór     | 2007                            |                                | 4                               | |
| Koszmarny Karolek i wigilijne figle                | 2005                            | 2008, Znak                     | 4                               | Koszmarny Karolek i świąteczne przedstawienie; Koszmarny Karolek i świąteczne prezenty; Koszmarny Karolek zastawia pułapkę; Koszmarny Karolek i świąteczny obiad |
| Koszmarny Karolek. Drakońska dawka                 | 2006                            | 2008, Znak                     | 12                              | Koszmarny Karolek czyta książkę, Koszmarny Karolek i cuchnąca bomba, Koszmarny Karolek i szkolny projekt, Koszmarny Karolek nocuje u kolegi, Koszmarny Karolek zjada jarzynkę, Koszmarny Karolek i wstrętne gacie, Koszmarny Karolek choruje, Koszmarny Karolek pisze list, Koszmarny Karolek i obowiązki domowe, Koszmarny Karolek bierze kąpiel, Wredna Wandzia i hipnoza, Koszmarny Karolek i wizyta królowej |
| Koszmarny Karolek i złowrodzy wrogowie             | 2006, Orion Children's Books    | 2008, Znak                     | 10                              | Koszmarny Karolek i Wredna Wandzia, Koszmarny Karolek i Tajny Klub, Koszmarny Karolek i Gwiazdka, Koszmarny Karolek i nawiedzony dom, Koszmarny Karolek i nawiedzony dom, Koszmarny Karolek atakuje, Koszmarny Karolek idzie do pracy, Koszmarny Karolek i cuchnąca bomba, Wredna Wandzia i hipnoza, Koszmarny Karolek i nieznośna niania |
| Koszmarny Karolek. Szatańskie sztuczki             | 2005                            | 2007, Znak                     | 12                              | Zbiór opowiadań z książek: Koszmarny Karolek i megabombowa machina czasowa, Koszmarny Karolek i Bestia Boiska i Koszmarny Karolek i wigilijne figle: Koszmarny Karolek i piesza wycieczka; Koszmarny Karolek i megabombowa machina czasowa; Zemsta Doskonałego Damianka; Koszmarny Karolek i restauracja Le Bon Ton, Koszmarny Karolek i dziennik Damianka; Koszmarny Karolek i bestia boiska; Koszmarny Karolek i wielkie zakupy; Koszmarny Karolek i jego arcywróg, Koszmarny Karolek i świąteczne przedstawienie; Koszmarny Karolek i świąteczne prezenty; Koszmarny Karolek zastawia pułapkę; Koszmarny Karolek i świąteczny obiad |
| Koszmarny Karolek i napad na bank                  | 2008                            | 2009, Znak                     | 4                               | Koszmarny Karolek wydaje gazetę, Szkoła wrednej Wandzi, Doskonały Damianek i bal piratów, Koszmarny Karolek i napad na bank |
| Nie bądź koszmarny, Karolku!                       | 2009                            |                                | książka dla najmłodszych dzieci | |
| Koszmarny Karolek rządzi porządnie                 | 2009                            |                                | 10                              | |
| Koszmarny Karolek i ARCYDOŻARTE żarty              | 2009                            |                                | książka z żartami               | |
| Koszmarny Karolek niepokoi nieboszczyka            | 2009                            |                                | 4                               | |
| Koszmarny Karolek w samochodzie                    | 2010                            |                                | książka dla najmłodszych dzieci | |
| Koszmarny Karolek i prześwietne święta             | 2010                            |                                | ?                               | |
| Koszmarny Karolek, postrach strachliwych           | 2010                            |                                | 10                              | |
| Koszmarny Karolek i koncert szczurów               | 2011                            |                                | 4                               | |
| Koszmarny Karolek gnębi dogłębnie                  | 2011                            |                                | 10                              | |
| Koszmarny Karolek i wampirozombi                   | 2011, Orion Children's Books    | 2011, Znak                     | 4                               | Koszmarny Karolek pisze opowiadanie; Koszmarny Karolek i zdrowa żywność; Koszmarny Karolek i zabawa w robota; Koszmarny Karolek i wampirozombi |
| Koszmarny Karolek i kino grozy                     | 2012, Orion Children's Books    | 2012, Znak                     | 4                               | Koszmarny Karolek i kino grozy; Koszmarny Karolek i koszmarny weekend; Koszmarny Karolek i magiczne słoneczko; Koszmarny Karolek i igrzyska olimpijskie |

## Odpowiedniki w innych językach[2]
- Ανυπóφορος Χριστóφορος – Grecja
- Blogiukas Henris – Litwa
- Darebak David – Czechy
- El Bernat Barroer – Katalonia
- Felaket Henry – Turcja
- Grázlik Gabo – Słowacja
- Grozni Gašper – Słowenia
- Häijy-Henri – Finlandia
- Henrique, O Terrivel – Portugalia
- Henry der Schreckliche – Niemcy
- Henry Quái quỷ – Wietnam
- Henry cel Oribil – Rumunia
- Horrid Henry – Wielka Brytania/Stany Zjednoczone
- Koszmarny Karolek – Polska
- Martin Zinzin (Horrible Henri) – Francja
- Pablo Diablo – Hiszpania
- Rampete Robin – Norwegia
- Rico la peste – Włochy
- Rosszcsont Peti – Węgry
- Skúli Skelfir – Islandia
- Stotue Hendrik – Holandia
- Henri Helynt – Walia
- Ужасный Генри – Rosja
- Жахливий Генрі – Ukraina
- Грозни Гаша – Serbia

## Streszczenia rozdziałów

### 1. Koszmarny Karolek
1. Koszmarny Karolek i jego Doskonały Dzień – Karolek jest zawsze koszmarny, jednak pewnego dnia postanawia być doskonałym chłopcem. Mama, tata nie mogą wyjść z podziwu, zwłaszcza Damianek, który staje się koszmarny.
2. Koszmarny Karolek i lekcje tańca – Karolek nie chce chodzić na lekcje tańca, więc podczas występu wariuje tak bardzo, że Panna Klarysa Tip-top wygania go ze szkoły.
3. Koszmarny Karolek i Wredna Wandzia – Karolek bawi się z Wandzią ale tylko, dlatego że ona ma piracki zestaw a on nie, choć chce też być piratem. Potem razem gotują gludyń – ohydną potrawę.
4. Koszmarny Karolek i wakacje – rodzina Karolka wybiera się na wakacje na zimny camping, lecz nie na taki camping gdzie Karolek by chciał jechać. Więc Karolek obmyśla plan dnia pobytu na zimnym campingu i jak obrzydzić rodzicom i Damiankowi pobyt na nim.

### 2. Koszmarny Karolek i Tajny Klub
1. Koszmarny Karolek i zastrzyki – Karolek, jak reszta klasy, bardzo boi się zastrzyków, więc udaje, że jest chory i trafia do domu.
2. Koszmarny Karolek i tajny klub – Karolek zakłada pułapkę na tajny klub, ale nie wie, że Wandzia też próbuje założyć pułapkę na klub Purpurowej Ręki Karolka, a plan wychodzi na jaw.
3. Doskonały Damianek i jego koszmarny dzień – Damianek pewnego dnia postanawia być koszmarny, więc robi okropne rzeczy, w tym zjada wszystkie czekoladki, ale to Karolek zostaje ukarany.
4. Koszmarny Karolek i jego urodziny – Karolek chce urządzić przyjęcie urodzinowe w Aero Rodeo i mieć takie prezenty jakie chce, lecz nie wszystko jest udane bo Karolek otrzymuje zakaz wstępu do Aero Rodeo. Przyjęcie urodzinowe odbywa się w domu.

### 3. Koszmarny Karolek i Zębowa Wróżka
1. Koszmarny Karolek i zębowa wróżka – Damianek traci swój mleczny ząb, przez co Karolek nie jest zachwycony. Próbuje stracić swój ząb, lecz na próżno. Chcąc dostać pieniądze Karolek opracowuje podstępny plan, lecz zębowa wróżka go przechytrza.
2. Koszmarny Karolek i ślub – Karolek i Damianek mają zostać drużbami na ślubie Piskliwej Paulisi i Pryszczatego Poldzia. Podczas przyjęcia Karolek zjada tort weselny, lecz przyłapuje go Poldzio.
3. Wredna Wandzia przybywa – Karolek nie jest zachwycony, gdy do jego domu przybywa Wandzia na 2 tygodnie, ponieważ jej pobyt trudno znosi, a ona zamieszkuje jego pokój i żąda wszystkiego. Karolek, nie mogąc jej dłużej znieść, pisze telegram do jej rodziców.
4. Koszmarny Karolek i nowy nauczyciel – do klasy Karolka trafia nowy nauczyciel – pan Kreton, który jest bardzo surowy. Karolek zakłada się z Ordynarnym Olem, że pan Kreton wybiegnie ze szkoły, więc Karolek opracowuje podstępny plan, przez co pan Kreton zostaje oddalony na dobre.

### 4. Koszmarny Karolek i Wszy
1. Koszmarny Karolek i wszy – Koszmarny Karolek ma mnóstwo wszy i jest w tarapatach, gdy do jego szkoły przyjdzie Wielka Wikta, która sprawdzi czy ktoś nie ma wszy. Karolek dzieli się swoimi wszami i kładzie je na głowach kolegów.
2. Koszmarny Karolek i zębolud – Karolek chce kupić zestaw „Diabelskie Desery”, ale nie ma pieniędzy, więc straszy Damianka i jego kolegów oraz Wredną Wandzię i Jędzowatą Jadzię zęboludem – pozwalając im na obejrzenie zęboluda jeśli dadzą mu po 2 funty. Karolkowi plan udaje się, lecz Wandzia przestrasza go i zabiera mu wszystkie pieniądze i sama kupuje zestaw „Diabelskie Desery”.
3. Koszmarny Karolek i szkolna wycieczka – wycieczka szkolna do fabryki lodów jest nieudana, więc klasa wybiera się do Naszego Miejskiego Muzeum, gdzie Karolek niechcący niszczy cenny eksponat. Udaje mu się jednak uniknąć zasłużonej kary.
4. Koszmarny Karolek i goście – Karolek ma zostać w swoim pokoju podczas gdy przychodzą państwo Rossowie do jego domu. Karolek wychodzi ze swojego pokoju i częstuje gości daniem z „Diabelskich Deserów” i „Kolacji Krwiożerczych Krwiopijców”. Karolek także daje się we znaki gościom.

### 5. Koszmarny Karolek i Wielka Forsa
1. Koszmarny Karolek ucieka z domu – Karolek ma zły dzień i znów zostaje ukarany. Zdesperowany postanawia uciec z domu i trafia do namiotu Tajnego Klubu, gdzie Wandzia też ucieka z domu. Ich plan niszczy zapach naleśników.
2. Koszmarny Karolek i dzień sportu – Karolek nie znosi dnia sportu, ponieważ nigdy nie wygrywa w żadnych konkurencjach, aż wymyśla różne plany, by wygrać, w tym rzuca cukierkami podczas biegu na przełaj i wygrywa zawody.
3. Koszmarny Karolek i wielka forsa – Karolek robi wyprzedaż na „dzieci w potrzebie”, ale dlatego, by miał dużo pieniędzy. Karolek sprzedaje Damianka jako niewolnika, ale zmuszony przez mamę usiłuje odzyskać Damianka.
4. Koszmarny Karolek i gwiazdka – Karolek chce dostać Demona Demolo DD i Miotacz Mułu 2003, ale Wyniosły Wojtuś, który co roku przyjeżdża na święta, dostanie to samo, mówiąc że Karolek dostanie skarpetki i mandarynki. Karolek nocą zakrada się do prezentów i podmienia je.

### 6. Koszmarny Karolek i Nawiedzony Dom
1. Koszmarny Karolek i czarny fotel – Karolek toczy walkę z Damiankiem o siedzenie przy czarnym fotelu, bo wie, że ten kto znajdzie się na czarnym fotelu, decyduje co ma się oglądać w telewizji. Karolek chce oglądnąć Onufrego Obżartucha, Rapera Sapera i Maksia Mutanta, a Damianek chce oglądnąć Madzię i Dobre Maniery oraz Tereskę i Tańczące Tulipanki.
2. Koszmarny Karolek i nawiedzony dom – Karolek nie chce spędzić weekendu u Wyniosłego Wojtusia, gdyż wie, że on pragnie zemsty. Ten straszy Karolka, że w domu Wojtusia straszy duch. Po upiornej nocy Karolek odwdzięcza się Wojtusiowi i robi dokładnie to samo.
3. Koszmarny Karolek i kiermasz szkolny – Karolek dowiaduje się na mapie, że nagrodą jest Super Pistolet na wodę pod numerem 42. Karolek kupuje los 42 i otrzymuje nagrodę, lecz otrzymuje lalkę od Ciotecznej Prababci Gertrudy, którą sam oddał na kiermasz szkolny.
4. Koszmarny Karolek i dobre maniery – Karolek zostaje zaproszony do programu Onufry Obżartuch, a Damianek do Madzi i Dobrych Manier. Jednak obaj przez pomyłkę idą do innych programów odwrotnie. Karolek u Madzi i Dobrych Manier śmiesznie pokazuje widzom jak się zachowywać, że aż program zostaje zdjęty z telewizji.

### 7. Koszmarny Karolek i Klątwa Mumii
1. Koszmarny Karolek i jego hobby – Karolek i Damianek zbierają potworolki. Karolek nie jest zachwycony, gdy Damianek otrzymuje złotego potworolka. Straszy go tym, że istnieje klątwa tego potworolka i ten, kto go posiadał, ginął w straszliwych męczarniach. Później Karolek robi skandal w supermarkecie i przez to otrzymuje dożywotni zakaz wstępu do sklepu.
2. Koszmarny Karolek i zadanie domowe – Karolek nie znosi zadań domowych i gdy ma się nauczyć pięć słówek na jutrzejszą kartkówkę, wymiga się z ich uczenia. Szantażowany przez mamę i tatę siada przed słówkami i wymyśla plan, by napisać dobrze wszystkie słówka (w ogóle się ich nie ucząc), po to, by wygrać słodycze, które są nagrodą za wszystkie dobrze napisane słówka.
3. Koszmarny Karolek i kurs pływania – Karolek wymyśla sposób, by wymignąć się z lekcji pływania, bo według niego woda w basenie jest okropnie zimna i chlorowana. Jednakże instruktor pływania – Wymokły Wiluś, zmusza go do wejścia do wody i zdobycia odznaki za przepłynięcie 5 metrów. W końcu Karolek ogłasza komunikat, że w basenie jest rekin.
4. Koszmarny Karolek i klątwa mumii – Karolek chce się pobawić zabawką o nazwie „Klątwa Mumii”, która należy do Damianka. Więc Karolek wmawia swojemu bratu, że taka klątwa naprawdę istnieje i zawija go tak jak mumie, by uniemożliwić mu patrzenie się, jak bawi się jego zestawem.

### 8. Zemsta Koszmarnego Karolka
1. Zemsta Koszmarnego Karolka – Karolek jest wściekły, że to on ma ciągle kłopoty (w które wpakowuje jego młodszy brat Damianek), a jego brat ani razu. Więc Karolek nabiera go, że w ich ogrodzie na drzewie rezydują elfy. Damianek daje się na to nabrać i w nocy wspina się na wielkie drzewo, by (rzekomo) je zobaczyć. Jednak za późno się orientuje, że Karolek go nabrał.
2. Koszmarny Karolek i komputer – Karolek nie jest zadowolony, że na ich komputerze nie ma żadnych gier, jak jego koledzy z klasy. W nocy włącza komputer, łamie hasło i zmienia wypracowanie Damianka na ordynarne teksty. Rano rodzina Karolka ma kłopoty, a Damianek ma problemy w szkole.
3. Koszmarny Karolek idzie do pracy – tata ma zabrać Karolka do biura, gdzie jego szef Szczwany Szef, też przyprowadza ze sobą swego syna – Władczego Władzia, który rzekomo jest grzecznym i dobrze ułożonym chłopcem. Ale kiedy współpracuje z Karolkiem, wrabia go w różne afery poprzez szantaż, a następnie zwala na niego całą robotę. Karolek próbuje się zemścić na Władziu – proponuje mu, by skserował swoje pośladki.
4. Koszmary Karolek i demon szkolnej stołówki – Karolek bardzo chce dostawać drugie śniadanie do szkoły, ale nie chce iść na szkolne obiady. Nie jest też zadowolony, gdy na drugim śniadaniu Demoniczna Dydona pożera wszystkie ich ulubione słodycze. Zdesperowany Karolek przygotowuje ostry przepis.

### 9. Koszmarny Karolek i Nieznośna Niania
1. Koszmarny Karolek i halloween – Damianek ubrany w różowy kostium królika niszczy plan dnia wymyślony przez Karolka, więc ten proponuje mu, by wyglądał bardziej przerażająco – Karolek obcina mu włosy. Jednak za to musi ponieść karę i zostać w domu. Mimo tego Karolek łamie zakaz i zabiera słodycze wszystkim gościom, których spotyka.
2. Koszmarny Karolek i nieznośna niania – rodzice Karolka wychodzą na imprezę, więc zamawiają opiekunkę – Rudą Rebekę, która jest najstraszniejszą nastolatką w mieście. Karolek nie może znieść jej pobytu w jego domu, więc buntuje się przeciw niej, aż do powrotu swoich rodziców.
3. Koszmarny Karolek atakuje – Karolek zjada wszystkie ciasteczka z Tajnego Klubu, które ukradł Wrednej Wandzi i Jędzowatej Jadzi, lecz one także go okradają. Karolek wyrzuca Damianka ze swojego fortu i kradnie flagę Tajnego Klubu, a Wandzia kradnie flagę Klubu Purpurowej Ręki. Karolek nie wytrzymuje tego dłużej i postanawia podjąć drastyczne środki.
4. Koszmarny Karolek i jazda samochodem – Karolek chce jechać na urodziny do Ola, lecz jego rodzice każą mu jechać na chrzciny Wymiotującej Wery. Każda jazda samochodem wygląda tak samo – Karolek i Damianek kłócą się o wszystko: o miejsce za kierownicą, o muzykę, o otwarte okno i o przestrzeń. Tym razem Karolek próbuje też wydłużyć jazdę, by spóźnili się na chrzciny i zawieźli go na urodziny do Ola.

### 10. Koszmarny Karolek i Cuchnąca Bomba
1. Koszmarny Karolek czyta książkę – Karolek nie lubi czytać książek. Ale gdy słyszy, że wygraną tego konkursu (czytania jak największej ilości książek) jest bilet do parku rozrywki, Karolek stara się przeczytać jakąkolwiek książkę i napisać o niej sprawozdanie. Jednak jakimś cudem czas szybko mija i Karolek musi ściągać od Damianka, by wygrać.
2. Koszmarny Karolek i cuchnąca bomba – Jadzia zostaje wyrzucona z Tajnego Klubu, a Damianek wyrzucony z Klubu Purpurowej Ręki. Obaj postanawiają dołączyć do sąsiednich klubów i pomóc swoim przeciwnikom w pokonaniu swoich wrogów. Wandzia podmienia oranżadę na Diabelskie Eliksiry, a Karolek wrzuca do Tajnego Klubu cuchnącą bombę.
3. Koszmarny Karolek i szkolny projekt – Karolek chce zbudować świątynię według swojego projektu, ale inni się z nim nie zgadzają. W końcu Karolek bije się z nimi, a potem idzie kleić swój model sam od innych. By zdobyć trochę rolek, niszczy projekty innych uczniów.
4. Koszmarny Karolek nocuje u kolegi – Karolek uwielbia nocowania u kolegów, ale nigdy już u tych samych nie nocuje. Tym razem Nowy Nino zaprasza go do siebie na nocowanie. Karolek myśli, że tam będzie tak dobrze, jak u poprzednich kolegów, jednak u Nina dom jest zbyt hałaśliwy i nieporządny nawet dla Karolka. Karolek nie może się doczekać powrotu do domu.

### 11. Koszmarny Karolek i Wstrętne Gacie
1. Koszmarny Karolek zjada jarzynkę – Karolek nie znosi jarzyn, ale gdy zje wszystkie przez pięć dni z rzędu, to pójdzie do restauracji „Zapchaj się i zmiataj”. Karolek prawie zjada wszystkie jarzyny, poprzez wyrzucanie ich. Ale gdy wszyscy idą do restauracji, okazuje się, że „Zapchaj się i zmiataj” zastąpiła restauracja „Waleczny Wegetarianin”.
2. Koszmarny Karolek i wstrętne gacie – Karolek dostaje od swej ciotecznej prababci Gertrudy majtki dla dziewczynek. Jest tym rozczarowany i co gorsza, przez pomyłkę wkłada je do szkoły miesiąc później. Więc na lekcji Karolek zamiast uważać, myśli, jak pozbyć się różowych gaci. Niestety – prawda wychodzi na jaw.
3. Koszmarny Karolek choruje – Karolek nie może pogodzić się z tym, że Damianek jest chory i ma zostać w domu, a on ma iść do szkoły. Postanawia też być chorym po to, by zostać w domu i pograć na komputerze lub pooglądać telewizję. Jednakże jego brat Damianek psuje mu dzień rzekomego chorowania, a później cała rodzina naprawdę nie doskwiera. Gdy Karolek czuje się już lepiej, musi zajmować się chorymi.
4. Koszmarny Karolek pisze list – Karolek ma napisać listy z podziękowaniem za prezenty urodzinowe i pod choinkę. On nie chce ich pisać, ale wpada na genialny pomysł. Postanawia zarobić dla siebie dużo pieniędzy. Pisze listy typu „dziękuję” i „nie dziękuję” za (wspaniały/okropny) prezent i sprzedaje swoim kolegom. Z nieznanych powodów klienci są wściekli na Karolka za te listy.

### 12. Koszmarny Karolek i Wizyta Królowej
1. Koszmarny Karolek i obowiązki domowe – Karolek chce obejrzeć w telewizji „Świński Salonik” ale mama zmusza go do robienia obowiązków domowych, typu: odkurzania, opróżniania koszy, robienia prania itp. Karolek czuje się tym zniesmaczony, więc nieuczciwie kombinuje, jak szybko je wykonać.
2. Koszmarny Karolek bierze kąpiel – Karolek lubi się kąpać w spienionej wannie z kaczuszką i krokodylkiem. Ale tata każe mu się bawić z Damiankiem, który lubi myć się w zimnej wodzie. Karolek i Damianek walczą o miejsce przy kranie, bo ten, kto tam siedzi, decyduje o temperaturze i ilości wody. Jednak im większe robią się kłótnie, tym większa robi się katastrofa.
3. Koszmarny Karolek i hipnoza – Wandzia i Jadzia kłócą się ze sobą o hipnozę, ale tym razem to Karolek je hipnotyzuje. Jakimś cudem Wandzia spełnia jego rozkazy, przez co Karolek czuje się uradowany, bo będzie panem wszystkiego. Jednakże po jakimś czasie Wandzia go nabiera.
4. Koszmarny Karolek i wizyta królowej – do szkoły Karolka przyjeżdża królowa, którą tak naprawdę powita Damianek. Karolek nie może się z tym pogodzić, bo bardzo chce się spytać jej, ile telewizorów ma w swoim zamku. Wmawia więc Damiankowi, że jeśli źle ją powita, to odrąbią mu głowę. Podczas uroczystości, Damianek ma wątpliwości co do właściwego powitania, a Karolek próbuje ją spytać, ile ma telewizorów.

### 13. Koszmarny Karolek i Megabombowa Machina Czasowa
1. Koszmarny Karolek i piesza wycieczka – rodzice Karolka zmuszają go do pójścia z nim na spacer poza miasto. Dla Damianka to idealna okazja by wypróbować swoje nowe kalosze. Karolek chce zostać w domu by oglądać Rapera Sapera, ale kiedy jest na spacerze, poza straszeniem Damianka wilkołakami i złymi kurami, postanawia biec przed siebie by skrócić spacer. Szczególnie gdy goni ich byk. A w efekcie wpadają do jeziora.
2. Koszmarny Karolek i megabombowa machina czasowa – Karolek nabiera Damianka że pudło tekturowe w którym się bawi to prawdziwy wehikuł czasu. Wmawia też Damiankowi, że odbył podróż w przyszłość, gdzie chłopcy noszą sukienki i żywią się samymi warzywami. Damianek chce się tam przenieść, więc Karolek udając dobrego braciszka, przygotowuje go do tego wszystkiego. Jednak wkrótce Damianek domyśla się prawdy...
3. Zemsta Doskonałego Damianka – Damianek ma dość bycia poniżanym przez Karolka, przez co wszyscy inni też go poniżają, więc sam postanawia się na nim zemścić. Pisze list miłosny do Wandzi i Jadzi, że Karolek je kocha, z podpiskiem "Karolek". Wkrótce gdy wszyscy wyśmiewają się z Karolka, ten sam postanawia wykryć sprawcę. Pisze wiersze do pani Kat-Toporskiej z podpiskami kolegów ze swojej klasy.
4. Koszmarny Karolek i restauracja "Le Bon Ton" – Bogata Ciocia Bella zaprasza rodzinę Karolka do eleganckiej restauracji, gdzie jedzenie jest wytrawne - żadnych burgerów, pizzy, frytek czy keczupu, a w dodatku wszystko jest po francusku jako że jest to restauracja francuska. Karolek spotyka też swojego kuzyna Wyniosłego Wojtusia, który namawia go do zamówienia "escargots" ślimaków. Jednak jakimś cudem one mu smakują, a na jego szczęście wszyscy inni nie są zadowoleni z zamówionego przez siebie jedzenia. Karolek spotyka też panią Kat-Toporską ze swoją mamą, co go wyjątkowo zaskakuje.

### 14. Koszmarny Karolek i Bestia Boiska
1. Dziennik Doskonałego Damianka – Damianek prowadzi swój dziennik. Karolek za wszelką cenę chce się dowiedzieć co jego brat o nim napisał, tym bardziej, że Damianek następnego dnia ma przeczytać go na głos całej szkole. Jednak, kiedy odkrywa zapiski, dowiaduje się, że Damianek nie napisał o nim ANI SŁOWA. Wprowadza korektę i edytuje zapiski.
2. Koszmarny Karolek i bestia boiska – Karolek marzy pójść na mecz Manchester United, ale jedynym sposobem na zdobycie biletów na ten mecz, to wygranie meczu na szkolnym boisku. Karolek co prawda nie jest najlepszym piłkarzem (poza tym że jest nim Wredna Wandzia), ale postanawia oszukiwać żeby zostać okrzykniętym bohaterem meczu. Niestety w ten sposób, że pani Kat-Toporska sama siebie nim się ogłasza.
3. Koszmarny Karolek i wielkie zakupy – Karolek urósł i nie mieści się w swoje stare ubrania więc mama zaciąga go do centrum handlowego by kupić nowe. Karolek chce zabawki i nowe świecąco-ryczące buty, ale mama się nie zgadza. Karolkowi nie podoba się żadna para spodni a już na pewno nie spodnie w różowo-zieloną szkocką kratkę, które ma za spodnie dla dziewczynek. Mama zdaje sobie sprawę z tego że jest pokonana i Karolek dostaje to na co ma ochotę.
4. Koszmarny Karolek i jego arcywróg – do klasy Karolka dołącza Władczy Władzio - okropny syn szefa taty Karolka z pracy, gdzie go poznał. Władzio szpieguje Karolka i informuje go o każdym wykroczeniu jakiego się dopuszcza Karolek w szkole, przez co Karolek ma kłopoty w domu. Karolek próbuje dokuczać Władziu co nie daje żadnych efektów. W końcu gdy zostaje poproszony o przekazaniu tacie Władzia jego zadań bo Władzio choruje, dodaje nowe bezsensowne zadania i w rezultacie Władzio zmienia szkołę.

### 15. Koszmarny Karolek i Wigilijne Figle
1. Koszmarny Karolek i świąteczne przedstawienie – klasa Karolka weźmie udział w jasełkach. Karolek chce zostać Józefem, bowiem nie chce być źdźbłem trawy. Jest wielce urażony, gdy Józefem zostaje Damianek a on będąc właścicielem gospody ma bardzo krótką rolę. Postanawia ją poszerzyć i dzięki niej wywołać furorę na przedstawieniu.
2. Koszmarny Karolek i świąteczne prezenty – Karolek i Damianek kłócą się o dekorowanie drzewka i o to co ma być na czubku choinki (aniołek czy Terminator Gladiator). Poza tym Karolek nie zgadza się z tym że lepiej jest dawać prezenty niż je dostawać. Ale skoro tak, to wpada na pomysł, żeby zrobić dla wszystkich po prezencie, żeby sam otrzymał jak najwięcej prezentów.
3. Koszmarny Karolek zastawia pułapkę – Karolek co roku pisze list do Św. Mikołaja ale co roku dostaje te same okropne prezenty. Więc nie ma wyjścia - musi zastawić na niego pułapkę, żeby ten odrobił wszystkie lata. Niestety Święty Mikołaj omija je, a wpada w nie Karolek biegnąc z salonu na górę do swego pokoju po tym, jak wyjadł wszystkie czekoladki powieszone na choince, a ta się potem zawaliła.
4. Koszmarny Karolek i świąteczny obiad – Karolek i Damianek rozpakowywują prezenty. Potem przyjeżdżają goście, którzy także rozpakowywują prezenty, które Karolek im dał - z jakiś powodów nie są zadowoleni. Później w całym domu panuje rwetes, gdy rodzina przygotowuje jedzenie na kolację. Karolek nudzi się i umiera z głodu. W domu robi się gorąco i korona dziadka zaczyna płonąć. Chwała Bogu obiad wreszcie jest podany ale... wszystko byłoby dobrze, gdyby nie pajączki.